# 長野県道428号山吹停車場線
長野県道428号山吹停車場線（ながのけんどう428ごう やまぶきていしゃじょうせん）は、長野県下伊那郡高森町を走る一般県道。

## 概要

### 路線データ
- 起点：下伊那郡高森町山吹（飯田線山吹駅、長野県道226号市ノ沢山吹停車場線交点）
- 終点：下伊那郡高森町山吹（長野県道15号飯島飯田線交点）

## 通過する自治体
- 下伊那郡高森町

## 交差・接続する道路
- 長野県道226号市ノ沢山吹停車場線 - 下伊那郡高森町山吹（起点）
- 伊那南部広域農道 - 下伊那郡高森町山吹
- 長野県道15号飯島飯田線 - 下伊那郡高森町山吹（終点）